# 27978 Lubosluka
27978 Lubosluka (1997 UN9) là một tiểu hành tinh vành đai chính được phát hiện ngày 29 tháng 10 năm 1997 bởi L. Šarounová ở Đài thiên văn Ondřejov.